# Annie Marc
Annie Marc est une chercheuse française spécialiste des procédés de culture de cellules animales en bioréacteurs. Elle est directrice de recherche CNRS au Laboratoire réactions et génie des procédés de Nancy.

## Récompenses et distinctions
- Chevalier de la Légion d'honneur (2012)[2]
- Médaille d'argent du CNRS (2002)[3]